# Перси Џексон и богови Олимпа
Перси Џексон и богови Олимпа (енгл. Percy Jackson & the Olympians) популарни фантастично–авантуристички серијал књига америчког писца Рика Риордана, заснован на старогрчкој митологији. 
Продуцентска кућа Twentieth Century Fox откупила је права за екранизацију серијала о Персију Џексону и боговима Олимпа. Светска премијера филма Крадљивац муње заказана је за 12. фебруар 2010. године. У биоскопима у Србији, филм почиње да се приказује од 25. фебруара 2010. године.

## Радња
Радња серијала се одвија у 21. веку у Сједињеним Америчким Државама. Главни јунак Перси (Персеј) Џексон је на први поглед обичан дванаестогодишњи дечак из Њујорка. Иако је бистар и духовит, Перси не само што пати од дислексије и поремећаја недостатка пажње, већ му се непрестано дешавају необичне ствари због којих га сматрају проблематичним дететом. Зато је принуђен да непрестано мења школе, често је усамљен и нема много пријатеља. 
Након што, током школске посете музеју Метрополитен, једва преживи изненадни напад чудовишта из старогрчке митологије, Персијев живот ће кренути неочекиваним током. Он открива да је син смртне жене и једног од најмоћнијих богова са Олимпа. Ипак, деца богова најчешће немају срећну судбину и само ретки доживе старост и природну смрт. 
За хероје, и данас и пре неколико хиљада година, ствари никада нису ишле глатко. Уз помоћ својих верних пријатеља, полубогиње Анабет Чејс и сатира Гровера Андервуда, Перси пролази кроз многе неприлике, велика искушења и смртне опасности како би спасио главу и своје најближе, али и доказао да је достојан син Посејдона, бога мора и једног од тројице најмоћнијих олимпских божанстава. 

## Књиге
Серијал чини пет књига:
- Крадљивац муње

Прва књига у серијалу, објављена је на енглеском језику 28. јуна 2005. године. Превод на српски језик објављен је у октобру 2008. године.
- Море чудовишта

Друга књига у серијалу, објављена је на енглеском језику 5. маја 2006. године. Превод на српски језик објављен је у октобру 2009. године.
- Титанова клетва

Трећа књига у серијалу, објављена је на енглеском језику 1. априла 2007. године. Превод на српски језик објављен у фебруару 2010. године.
- Битка за лавиринт

Четврта књига у серијалу, објављена је на енглеском језику 8. маја 2008. године. Превод на српски језик објављен 2010. године.
- Последњи бог Олимпа

Пета књига у серијалу, објављена је на енглеском језику 5. маја 2009. године. Превод на српски језик објављен 2011. године.
- О полубоговима

Збирка есеја и додатних текстова о ликовима из серијала Перси Џексон и богови Олимпа. Објављена на енглеском језику 10. фебруара 2009. године.